# Слободан Деспот
Слободан Деспот (Сремска Митровица, 24. јул 1967) српски је писац, издавач и публициста.

## Биографија
Рођен је 24. јула 1967. у Сремској Митровици. Након класичног образовања у Швајцарској, од 1991. до 2004. радио је у угледној издавачкој кући L'Age d'Homme као преводилац и уредник. Превео је на француски дела Ћосића, Црњанског, Капора и других аутора са српског, енглеског, немачког, руског и италијанског језика.
Деспот је сарадник, хроничар и главни уредник неколико часописа, саветник за јавну комуникацију при фондацијама и политичким институцијама. Од 2006. године води издавачку кућу Xenia, чији је суоснивач. Аутор је четири књиге есеја, једне биографије, две фотографске књиге и једног духовног пута кроз Швајцарску. Мед је његов први роман.
Био је ожењен са Фабијаном Деспот, бившом председницом кантоналне секције Народне партије Швајцарске.
Добитник је Златне медаље за заслуге на Видовдан 2022. године, која се додељује за изузетне заслуге и постигнуте резултате у свим областима живота и рада.

## Одликовања
- Златна медаља за заслуге — Србија (2022)